# V-Bombers
Il termine V-Bombers fu utilizzato dalla Royal Air Force per indicare i tipi di aerei da bombardamento che, nel corso degli anni 1950 e 1960, equipaggiavano la forza di bombardamento nucleare strategico del Regno Unito nota ufficialmente come V-force o Bomber Command Main Force. I modelli di bombardiere, i cui nomi iniziavano tutti con la lettera V e che collettivamente erano noti come "V-class", erano il Vickers Valiant (primo volo nel 1951, in servizio dal 1955), lo Avro 698 Vulcan (primo volo nel 1952, in servizio dal 1956) e lo Handley Page HP.80 Victor (primo volo nel 1952, in servizio dal 1958). La V-force raggiunse il suo picco nel giugno del 1964, quando erano contemporaneamente in servizio 50 Valiant, 70 Vulcan e 39 Victor.
I V-Bombers dovevano essere equipaggiati con il missile balistico aviolanciato AGM-48 Skybolt di produzione statunitense, in sviluppo dalla fine degli anni 1950, ma il programma fu cancellato nel dicembre del 1962 e il Regno Unito decise di trasferire la sua capacità di deterrenza nucleare strategica dalla RAF alla Royal Navy e alla sua flotta di sottomarini lanciamissili balistici equipaggiati con lo UGM-27 Polaris, mentre per gli attacchi nucleari tattici si puntò su più agili cacciabombardieri SEPECAT Jaguar e Panavia Tornado armati con bombe nucleari tattiche.
I V-Bombers furono quindi riconvertiti a un più convenzionale ruolo di bombardamento strategico a lungo raggio, compito che svolsero nel corso della crisi di Suez, del confronto tra Indonesia e Malesia e della guerra delle Falkland; l'impiego operativo dei V-Bomber ebbe termine nel 1982.